# ناديا المالح
ناديا المالح: ((بالألمانية: Nadja Maleh)‏ مواليد 9 حزيران 1972 فيينا - النمسا) مقدمة عروض كوميدية في الكباريه والمسرح مغنية وممثلة ومخرجة نمساوية.

## الحياة والعمل

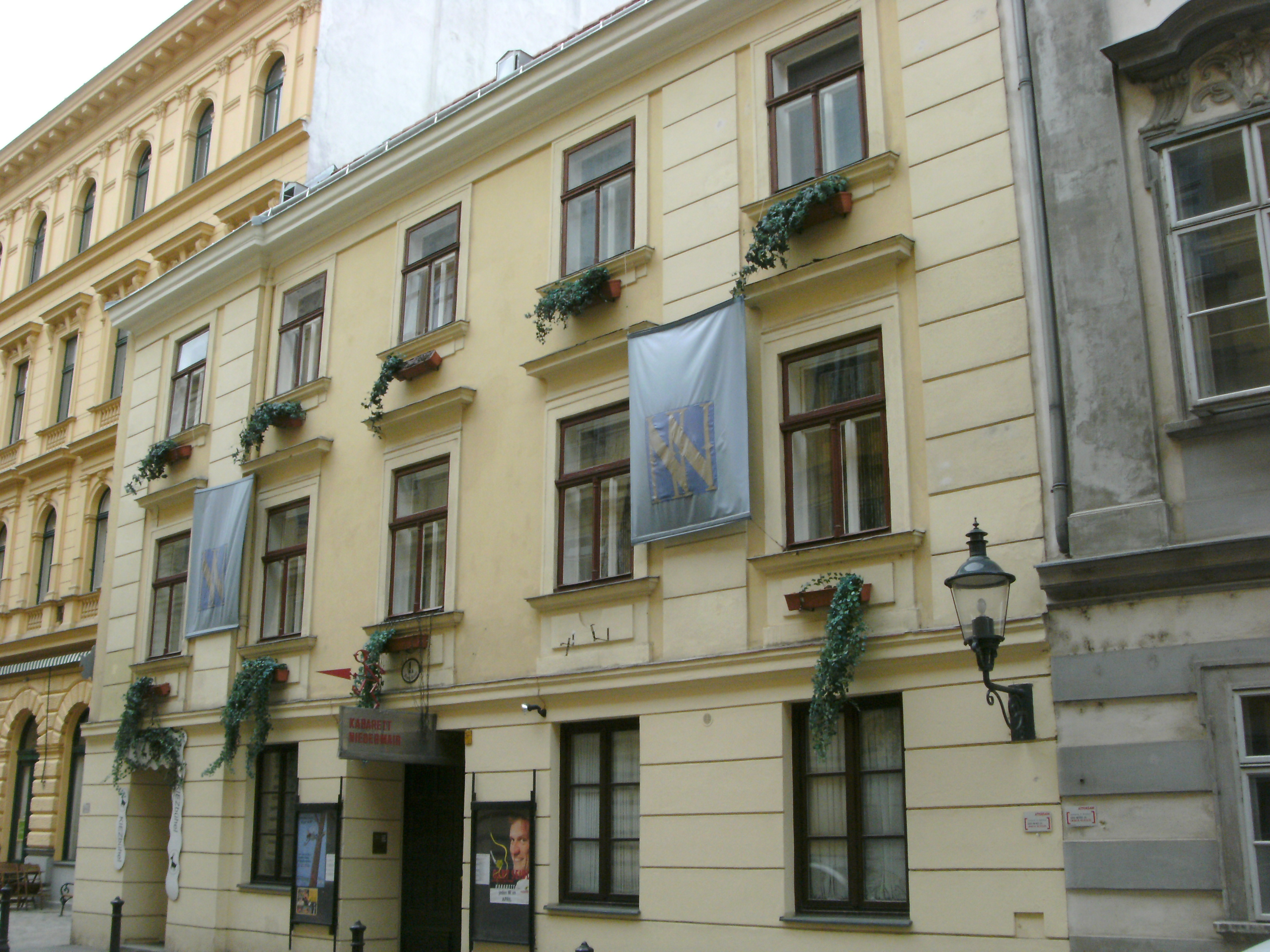
كباريت نيدرماير

هي ابنة طبيب سوري وطبيبة نمساوية من مدينة تيرول، أمها رئيسة منظمة أطباء بلا حدود في النمسا، بعد انتهائها من دراسة اللغات الجديدة في المعهد العالي للتدريب والتأهيل العام في فيينا (AHS ) (من عام 1982 إلى عام 1990 ) تعلمت التمثيل على يد ميشيل مهاب (بالألمانية: Michael Mohapp)‏ حتى عام 1994 في المسرح المدرسي Graumanntheater في فيينا.
في عام 1994 أنهت تعليمها في المركز الدولي للمسرح الراقص (فن الحركات الإيحائية – البانتومايم) في أوديون.
منذ عام 1998 أخذت دروس في الغناء على يد أولغا كولو-فارلا (بالألمانية: Olga Kolo-Varla)‏ و ميشيل فريدمان (بالألمانية: Michelle Friedmann)‏.
احتفلت المالح بعرضها الفردي الأول (خائف كالأرنب من الطيران Flugangsthasen) في 8 آذار 2007 في Kabarett Niedermair في فيينا.
العرض الفردي المسرحي الثاني كان بعنوان ( RADIO ACTIVE ) في (4 شباط عام 2010 في Kabarett Niedermair).
في 24 كانون الثاني أقامت عرضها الفردي الثالث في القاعة الرئيسية في فيينا (بالألمانية: Wiener Stadtsaal)‏
في 15 شباط 2015 ظهرت المالح في عرضها الفردي الرابع Palcebo في كواليس فيينا (Kulisse Wien ) وفي الوقت نفسه أصدرت ألبومها الغنائي الأول SONG VOL 1 من أغاني عروضها المسرحية.

منذ بداية 2016 إلى جانب عملها كعضو في طاقم فرقة Grünwald Freitagscomedy في إذاعة بافارية (بالألمانية: Bayerischen Rundfunks)‏
ظهرت في العديد من البرامج التلفزيونية لقنوات تلفزيونية نمساوية مثل Puls 4 و Servus TV.

## الشخصيات التي قدمتها
„ لدي الكثير من الشخصيات وأريد أنا أريها للعالم“ هذا هو شعار ناديا المالح في عروضها. قدمت أكثر من 25 شخصية منها:
- Ramona Krummelanke : تعد رومانا أقدم شخصية قدَّمتها من خلال عرض على التلفاز في برنامج Die Wochenshow على القناة الألمانية Sat1 في عام 2001.

رومانا كانت تتحدث الألمانية بلهجة مقاطعة ساكسونيا الألمانية في كل عرض مسرحي فردي تقدّمه، بدأت هذه الشخصية بالظهور في عرضها Placebo كمهرجة تستخدم ألعاب الخفة.
- Mandala : قدَّمت أدوار لعدَّة شخصيات تتسم بالذكاء وسرعة البديهة، مثل: ماندالا الهندية، وجدتها"Ganga" ، وزوجها "Murti". وقدمت الشخصية في أول عرض لها في Flugangsthasen عام 2007. تحدثت الإنكليزية بلكنة هندية، ويُذكر ضحكتها المميزة.
- Frau Professor Huber : وهي امرأة عجوز، وبروفيسورة؛ عالمة رياضيات وفيزياء، ظهرت هذه الشخصية في Flugangsthasen لتناقش قضايا أساسية في الحياة بطريقة علمية وفكاهية ماكرة.
- Leila : جسَّدت شخصية ليلى التي تعمل مساعدة للمهاجرين في معهد لتعلُّم اللغة الألمانية. وتحدّثت بلكنة عربية شرقية، كانت ضد كراهية الأجانب، وضد العنصرية مستخدمة تعابير وجهها وحركات يدها في ذلك.
- Tante Melanie : أيضًا جسَّدت دور العمة ميلاني، مربية الأطفال الماكرة التي تعمل في روضة أطفال، تحدّثت اللغة الألمانية بلهجة الجنوب الشرقي النمساوي. وكانت خلال العرض تعامل الجمهور وكأنهم في روضة الأطفال، وغالباً ما تختار رجلًا من الجمهور ليشاركها الدعابة. وظهرت هذه الشخصية عام 2010 أثناء عرض Radioaktiv.
- Olga : شخصية أولغا الروسية، فهي تمثل وجهة النظر: أن حواء يجب أن تكون روسية فالمرأة الروسية هي الوحيدة التي تستطيع أن تتخيل نفسها في الجنة عارية وبيدها تفاحة.
- Celine : تشرح وتغني لجمهورها كل شيء عن الحب بلهجة فرنسية فاتنة وساحرة.
- Dragan : مغني راب وعامل في مجال التوعية لمكافحة المخدرات يتحدث اللغة الألمانية بطلاقة ولكنه يقرر أن يتحدث لهجة البلقان( لهجة عامية)، حتى يفهمه المراهقون والشباب بشكل أفضل.

## عروضها في الكباريه
- „Lachen bis zum Schluss“ : في مسرح Graumanntheater إخراج ميشيل مهاب (بالألمانية: Michael Mohapp)‏ عام 1993/1994
- „Frauen jenseits des Nervenzusammenbruchs“ : مع الممثلة فاليري بولتزانو (بالألمانية: Valerie Bolzano)‏ إخراج اندي هالڤكس (بالألمانية: Andy Hallwaxx)‏ عام 1997، 1998، 1999
- „Spacegirls“ : مع الممثلة فاليري بولتزانو (بالألمانية: Valerie Bolzano)‏ إخراج اندي هالڤكس (بالألمانية: Andy Hallwaxx)‏ عام 1998، 1999، 2000
- „Laute(r) Stars“ : عرض كوميدي، Kulisse Wien, 2004
- „Mitten am Rand“ : في كباريه Kabarett Simpl، فيينا 2004/2005 [4]
- „One Night Stand – Die Comedy Show“ : عرض كوميدي مع الممثل شتيفان هايدر (بالألمانية: Stefan Haider)‏ و ميشيل شولر (بالألمانية: Michael Schuller)‏
- „Hyundai Kabarett-Tage“ : في عام 2012 و 2014 [5]
- „Wiener Kabarettfestival“ : في الأعوام 2011 و 2013 و 2015 و 2017 [6]

## عروضها الفردية في الكباريه
- 2008: Flugangsthasen , إخراج ماريون ديمالي (بالألمانية: Marion Dimali)‏
- 2010: Radio aktiv , إخراج ماريون ديمالي (بالألمانية: Marion Dimali)‏
- 2013: Jackpot , إخراج ماريون ديمالي (بالألمانية: Marion Dimali)‏ [7][8][9][10]
- 2014: بدأت في BEST-OF Kabarett , مقتطفات من برامج الكباريه كبرنامج مستقل [11][12]
- 2015: Placebo , إخراج ماريون ديمالي (بالألمانية: Marion Dimali)‏ [13][14]
- 2016: BEST-OF Kabarett , إخراج ماريون ديمالي (بالألمانية: Marion Dimali)‏

## بعض أعمالها في التلفزيون
- „Die Wochenshow|SAT1 Wochenshow“ , عام 2001/2002
- „Österreich sucht den Comedy Star“ , عضو في لجنة التحكيم 2003/2004
- „Absolut genial “ , عام 2005 [15]
- „!Gott sei dank … dass Sie da sind“ , كوميديا ارتجالية 2006/2007
- „Ex“ , مسلسل على قناة ORF النمساوية 2008 [16]
- „Oben Ohne“ , مسلسل على قناة ORF النمساوية 2008/2009
- ORF-Sommerkabarett , عام 2011
- „Grünwald Freitagscomedy“ , عرض كوميدي (عضو فرقة)، تلفزيون البايرن، 2010-2012 و 2014-2017
- „Die Comedyfabrik – jetzt fängt die Woche gut an“ , على قناة Plus 4 النمساوية منذ 30 نوفمبر 2015
- „Zum Brüller! – Der Komedy Klub“, على قناة Servus TV النمساوية منذ 11 شباط 2016 [17][18]
- „Bist du deppert! Steuerverschwendung und andere Frechheiten“ , الموسم الثالث على قناة Puls 4 عام 2016 [19][20]

## بعض أفلامها
- „Love at first touch“ , إخراج فريدريش تسورن (بالألمانية: Friedrich Zorn)‏ عام 2001
- ناديا المالح في فيلمها الصامت der Goldfisch في دور تشارلي تشابلن„Poem to be translated“ , إخراج فريدريك باكر (بالألمانية: Frederick Baker)‏ عام 2002
- „Summer with the ghosts“ فيلم سينمائي للأطفال عام 2002
- „Schön, dass es dich gibt“ إخراج رينارد شڤابينتسكي (بالألمانية: Reinhard Schwabenitzky)‏ عام 2005 [21]
- „Conny und die verschwundene Ehefrau“ إخراج رينارد شڤابينتسكي (بالألمانية: Reinhard Schwabenitzky)‏ عام 2005
- „Crazy Race 3 – Sie knacken jedes Schloss“ إخراج أكسل ساند (بالألمانية: Axel Sand)‏ عام 2005
- „Der Goldfisch“ فيلم صامت (لعبت دور تشارلي تشابلن)، إخراج ساندرا ڤوغيرباور (بالألمانية: Sandra Öhl-Wögerbauer)‏ عام 2006
- „Rotkäppchen-Wege zum Glück“ فيلم خيالي كوميدي عام 2006

## بعض أعمالها المسرحية
- „Der Lockruf der Bahnhofsmission“ إخراج ماريون ديمالي (بالألمانية: Marion Dimali)‏ عام 1992
- „Ruhe! Wir stürzen ab“ إخراج ميشيل نيڤاراني (بالألمانية: Michael Niavarani)‏ عام 1993
- „Mandragola“ إخراج اندي هالڤكس (بالألمانية: Andy Hallwaxx)‏ عام 1993
- „Kaiser Josef und die Bahnwärtertochter“ إخراج اندي هالڤكس (بالألمانية: Andy Hallwaxx)‏ عام 1994
- „Single mit 4 Frauen“ إخراج I Stangl عام 2011 [22]
- „Augustin“ إخراج مانفريد تاوخن (بالألمانية: Manfred Tauchen)‏ العرض الأول في 9 آب 2012 [23][24]
- „Tankstelle der Verdammten“ إخراج غابي روتمولر (بالألمانية: Gabi Rothmüller)‏ العرض الأول في 17 آب 2016 [25]

## الإخراج
- 2009 : „Cinema & Comedy“ مع الموسيقيين غيدون كريمر وكريميراتا بالتيكا (بالألمانية: Gidon Kremer & Kremerata Baltica)‏ و أليكسي انغوديسمان (بالألمانية: Aleksey Igudesman)‏ و ريتشارد جو (بالألمانية: Richard Hyung-ki Joo)‏
- 2009 : „Plan B“ عرض في الكباريه
- 2010 : „Ärztlich Willkommen“
- 2012 : „5 nach 12“ عرض كباريه [26]
- 2013 : „shake it baby“ عرض كباريه
- 2015 : „Sexy Jesus“ عرض كباريه
- 2016 : „Free Jazz“ عرض كباريه
- 2017 : „Reporter ohne Grenzen“ عرض كباريه مع بيتر كلين[27]

## تسجيل كتاب صوتي

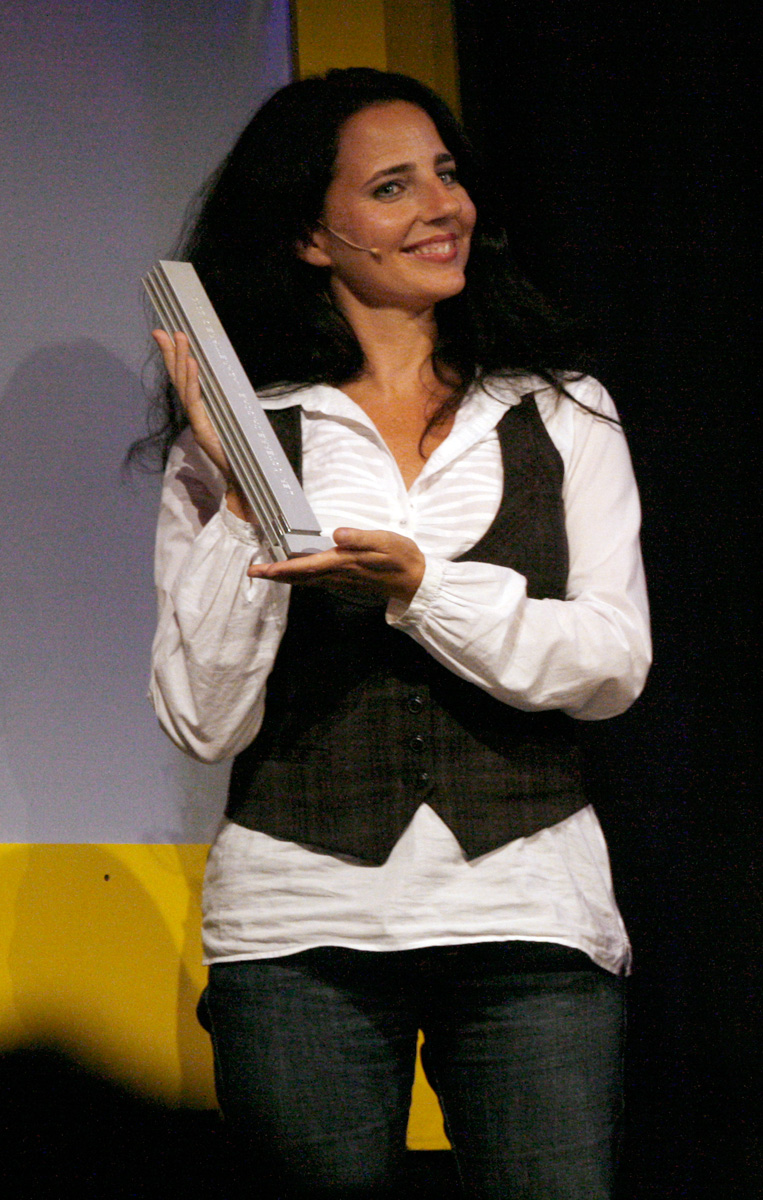
ناديا المالح مع الجائزة النمساوية للكباريه 2010

2012 : بالنيابة عن جسدي، كتاب من تأليف هبة العفيفي، تصف المؤلفة في هذا الكتاب تأملات وأمنيات الشباب في المجتمع المصري والضعوطات التي تتعرض لها المرأة في المجتمع الذكوري الشرقي. بعض النصوص المختارة تم تسجيلها باللغة العربية في القاهرة وباللغة الألمانية في فيينا. شاركت ناديا المالح في النسخة الألمانية من الـ CD في فيينا.

## الجوائز
- 2007 : فائزة بجائزة ميونخ Münchner Kabarett Kaktus
- 2008 : فائزة بجائزة "Burgdorfer Krönung [28]
- 2008 : الجائزة الفضية Passauer Scharfrichterbeil
- 2009 : المركز الأول Kabarettpreis Paulaner Solo
- 2010 : المركز الثاني Finalistin Tuttlinger Krähe
- 2010 : الجائزة النمساوية للكباريه (بالألمانية: Österreichischer Kabarettpreis)‏

## وصلات خارجية
- ناديا المالح على موقع IMDb (الإنجليزية)
- ناديا المالح على موقع قاعدة بيانات الفيلم (الإنجليزية)
- موقعها الرسمي
- حديث البلد مع ناديا المالح مقابلة تلفزيونية على قناة W24 (باللغة الألمانية)